# بخار فوق‌گرم

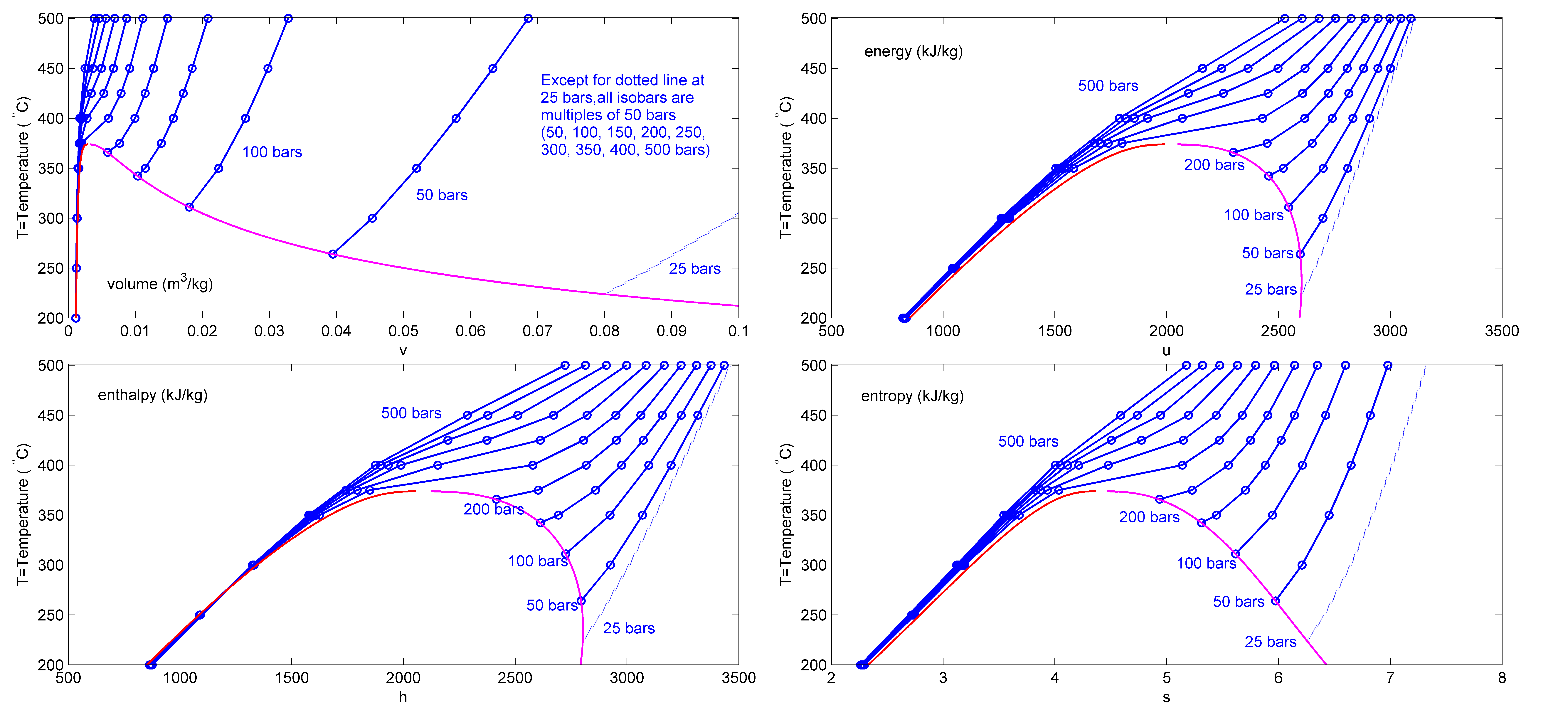
نمایی از چارت حجم (v)، انرژی (u)، آنتالپی (h) و آنتروپی (s) در مقابل دما (C) برای بخار فوق گرم

بخار فوق‌گرم، (به انگلیسی: Superheated steam)، بخار در دمای بالاتر از نقطهٔ تبخیر (جوش) آن در همان فشار مطلقی است که در آن درجه حرارت اندازه‌گیری شده‌است.
بخار می‌تواند مقداری سرد شود؛ (از دست دادن انرژی داخلی)، ولی هنوز بخار بماند. در نتیجهٔ تغییر دمای آن بدون تغییر فاز (مثلاً، بی‌آن‌که متراکم شود) یا از یک حالت گازی، به مخلوطی از بخار و مایع اشباع شده تبدیل شود. اگر بخار اشباع‌شده (مخلوطی از هر دو گاز و بخار اشباع‌شده) در فشار ثابت گرم شود، دمای آن نیز ثابت می‌ماند و تنها کیفیت بخار افزایش می‌یابد (میزان خشکی، یا درصد اشباع بخار) و به سوی ۱۰۰٪ بخار خشک اشباع‌شده، (مثلاً، بی هیچ مایع اشباع‌شده) پیش می‌رود. ادامهٔ حرارت ورودیِ باز هم بیشتر، از این پس بخار را «فوق‌العاده»، (سوپر) خشک، یا بخار اشباع‌شدهٔ (خشک) خواهد کرد. این پدیده زمانی رخ خواهد داد که بخار اشباع‌شده با سطح گرمی با درجه حرارت بالاتر از درجه حرارت خود در تماس قرار گیرد.
بخار خشک (فوق گرم) و آب مایع، نمی‌توانند در شرایط تعادل ترمودینامیکی وجود داشته باشند، چنان‌که هر حرارت اضافی به سادگی آب بیشتری را به بخار تبدیل و بخارِ تولید شده بخار اشباع‌شده خواهد شد. با این حال این محدودیت ممکن است به‌طور موقت در شرایط پویا (عدم تعادل) نقض شود. برای تولید بخار خشک در یک نیروگاه یا برای فرایندهایی (مانند خشک کردن کاغذ) بخار اشباع‌شدهٔ گرفته شده از یک دیگ بخار را از طریق یک دستگاه جداگانهٔ گرمایش (یک گرمایش سوپر) که انتقال حرارت اضافی را به بخار به صورت تماس یا با تابش پرتو منتقل می‌کند.
بخار خشک برای ضدعفونی کردن مناسب نیست. دلیل این موضوع این‌ست که بخار فوق‌گرم خشک است. بخار خشک باید دمای بسیار بالاتری داشته‌باشد و ضدعفونی شونده لازم‌است در زمان طولانی‌تری در معرض آن قرار گیرد تا به اثر مشابه روش‌های دیگر (یا F0 برابر ارزش نابودسازی) برسد. بخار خشک برای گرم کردن نیز مفید نیست. بخار اشباع‌شده در محتوی ارزش حرارتی بسیار بالاتر و مفیدتری است.
بخار کمی فوق‌گرم ممکن‌است گاهی برای ضدعفونی میکروبی از بیوفیلم‌ها بر روی سطح‌های سخت استفاده شود.

## بخار اشباع
بخار اشباع‌ بخاری است که در حالت تعادل با آب گرم در همان فشار باشد، یعنی، دمای آن در این فشار از دمای نقطه جوش بالاتر نرفته‌است.
اگر دمای بخار اشباع‌شده کاهش یابد (در حالی که هنوز فشار خود را حفظ کرده) متراکم برای تولید قطرات یا ذرات آب متراکم می‌شود، حتی اگر که هنوز به‌طور قابل توجهی بالاتر از نقطه جوش ۱۰۰ درجه سانتی گراد در فشار استاندارد قرار داشته‌باشد. این قطرات متراکم سبب آسیب به تیغه‌های توربین‌های بخار می‌شوند، و به همین دلیل چنین توربین‌هایی به استفاده از بخار خشک، بخار فوق‌گرم تکیه می‌کنند.
بخار خشک بخار اشباعی است که به مقدار خیلی کمی فوق‌گرم شده باشد. این گرمای اضافی به میزانی نیست که محتوای انرژی بخار به میزان چشمگیری تغییر کرده باشد، اما برای جلوگیری افت انرژی زیاد ناشی از تشکیل کندانسیت در خط لوله انتقال بخار مؤثر است. در مقابل بخار مرطوب، بخار آبی است که حاوی قطرات آب باشد. اگر بخار مرطوب به میزان کافی گرم‌تر شود، این قطرات آب تبدیل به بخار شده و سیستم به حالت تعادل مایع–بخار در می‌آید و تبدیل به بخار اشباع می‌شود.